# Tylön
Tylön, äldre namn Tylen, är en ö och ett naturreservat i Söndrums socken i Halmstads kommun. Den ligger utanför Tylösand, omkring 500 meter från Tyludden, och är södra Hallands enda större ö.

## Historia
Att fiskare och sjömän besökt Tylön redan på forntiden vittnar fyra rösen om. Rösen är klassificerade som fornlämningar och kan dateras till bronsålder eller järnålder. Det största röset är 24 meter i diameter och 3 meter högt. På ön finns även Tylajungfrun, en rest sten i röd granit som är 1,2 meter hög.
Ett fiskeläge fanns på Tylön från 1500-talet, men ön saknade bofast befolkning. År 1830 strandade den ryska fregatten Smirnay på ön och 1870 byggdes en fyr och fyrvaktarbostad där. Tylö fyr ritades av Gustav von Heidenstam och är byggnadsminnesmärkt. Till fyrvaktarbostället hörde även källare, uthus, dass och brunn. I slutet av 1800-talet uppfördes även en oxelallé från fyrbebyggelsen ned till havet. Till fyrvaktarbostället fördes även boskap som gäss, får, grisar, höns och kor. Jord hämtades från fastlandet för att möjliggöra odling. Fram till 1910-talet bedrev Lotsverket i perioder undervisning på Tylön med som mest 13 elever. Fyren släcktes 1968 och därmed avfolkades Tylön.

## Naturreservat
Tylön är sedan 1927 ett naturreservat. Reservatsföreskrifterna har uppdaterats flera gånger under 1900-talet, senast 1983. Ön är känd för sitt rika fågelliv med häckande arter som ejder, havstrut och gråtrut. Större delen av ön samt omkringliggande vatten 150 meter ut från stranden är fågelskyddsområde med tillträdesförbud mellan 1 april och 15 juli. Ett område vid bryggan och sandstranden norr om bryggan samt vattenområdet öster om ön mot Tylösand är undantagna från tillträdesförbudet. Ön och dess byggnader ägs och förvaltas av Statens fastighetsverk. Naturreservatet förvaltas av Länsstyrelsen. Tylön och dess kringliggande vatten ingår även i EU:s ekologiska nätverk Natura 2000.
Tylön är en av de svenska fågelöar där fågellivet är bäst dokumenterat. I mer än 100 år har de häckande fåglarna inventerats och följts på andra vis. Öns fågelliv har under denna tid haft en omvälvande historia. I början av 1900-talet dominerade fisktärnorna öns fågelliv med ett par stora kolonier med totalt minst 100 par. Deras dominans ersattes av fiskmåsar och vid mitten av 1900-talet fanns på Tylön Sveriges största fiskmåskoloni med som mest cirka 5 000 par fiskmåsar på ön. Men på bara något årtionde utraderades denna koloni. Orsaken var gråtrutarnas expansion. Gråtrutarna som gynnades av öppna soptippar och ökat trålfiske, åt även gärna både måsarnas ägg och ungar. Under mitten av 1900-talet ökade även antalet ejdrar som häckade på ön. Vid fågelinventeringen 1975 häckade cirka 1 000 par ejdrar på Tylön. Ökningen av ejdrar berodde sannolikt på att de var gynnade av att det fanns gott om blåmusslor i havet eftersom blåmusslor är ejdrarnas huvudföda. Musselökningen var i sin tur orsakad av övergödning. Ejderpopulationen rasade i slutet av 1990-talet i takt med att musslorna blivit färre. Idag häckar endast runt 100 par på ön. Antalet gråtrutar har också minskat till följd av att trålfisket minskat och soptipparna i större utsträckning nu är övertäckta. De senaste åren, från omkring 2005, är det istället grågäss och vitkindade gäss som etablerat sig på Tylön och i framtiden kan deras bestånd komma att fortsätta att växa.